# 66. ceremonia wręczenia Oscarów
66. ceremonia rozdania Oscarów odbyła się 21 marca 1994 roku w Dorothy Chandler Pavilion w Los Angeles.

## Wykonawcy piosenek
- Again – Janet Jackson (zapowiedziana przez Whoopi Goldberg)
- The Day I Fall in Love – James Ingram & Dolly Parton – (zapowiedziani przez Whoopi Goldberg)
- Philadelphia – Neil Young (zapowiedziany przez Johnny’ego Deppa)
- Streets of Philadelphia – Bruce Springsteen (zapowiedziany przez Antonio Banderasa)
- A Wink and a Smile – Keith Carradine (zapowiedziany przez Whoopi Goldberg)

## Laureaci

### Najlepszy film
- Steven Spielberg, Gerald R. Molen, Branko Lustig – Lista Schindlera
- Arnold Kopelson – Ścigany
- Jim Sheridan – W imię ojca
- Jane Campion – Fortepian
- Mike Nichols, John Calley, Ismail Merchant – Okruchy dnia

### Najlepszy aktor
- Tom Hanks – Filadelfia
- Daniel Day-Lewis – W imię ojca
- Anthony Hopkins – Okruchy dnia
- Liam Neeson – Lista Schindlera
- Laurence Fishburne – Tina: What’s Love Got To Do With It

### Najlepszy aktor drugoplanowy
- Tommy Lee Jones – Ścigany
- John Malkovich – Na linii ognia
- Pete Postlethwaite – W imię ojca
- Ralph Fiennes – Lista Schindlera
- Leonardo DiCaprio – Co gryzie Gilberta Grape’a

### Najlepsza aktorka
- Holly Hunter – Fortepian
- Emma Thompson – Okruchy dnia
- Debra Winger – Cienista dolina
- Stockard Channing – Szósty stopień oddalenia
- Angela Bassett – Tina: What’s Love Got To Do With It

### Najlepsza aktorka drugoplanowa
- Anna Paquin – Fortepian
- Winona Ryder – Wiek niewinności
- Rosie Perez – Bez lęku
- Holly Hunter – Firma
- Emma Thompson – W imię ojca

### Najlepsza scenografia i dekoracja wnętrz
- Allan Starski, Ewa Braun – Lista Schindlera
- Ken Adam, Marvin March – Rodzina Addamsów II
- Dante Ferretti, Robert J. Franco – Wiek niewinności
- Ben van Os, Jan Roelfs – Orlando
- Luciana Arrighi, Ian Whittaker – Okruchy dnia

### Najlepsze zdjęcia
- Janusz Kamiński – Lista Schindlera
- Gu Changwei – Żegnaj, moja konkubino
- Michael Chapman – Ścigany
- Stuart Dryburgh – Fortepian
- Conrad L. Hall – Szachowe dzieciństwo

### Najlepsze kostiumy
- Gabriella Pescucci – Wiek niewinności
- Sandy Powell – Orlando
- Janet Patterson – Fortepian
- Jenny Beavan i John Bright – Okruchy dnia
- Anna Biedrzycka-Sheppard – Lista Schindlera

### Najlepsza reżyseria
- Steven Spielberg – Lista Schindlera
- Jim Sheridan – W imię ojca
- Jane Campion – Fortepian
- James Ivory – Okruchy dnia
- Robert Altman – Na skróty

### Pełnometrażowy film dokumentalny
- Susan Raymond, Alan Raymond – I Am a Promise: The Children of Stanton Elementary School

### Krótkometrażowy film dokumentalny
- Margaret Lazarus, Renner Wunderlich – Defending Our Lives

### Najlepszy montaż
- Michael Kahn – Lista Schindlera
- Dennis Virkler, David Finfer, Dean Goodhill, Don Brochu, Richard Nord, Dov Hoenig – Ścigany
- Anne V. Coates – Na linii ognia
- Gerry Hambling – W imię ojca
- Veronika Jenet – Fortepian

### Najlepszy film nieanglojęzyczny
- Hiszpania: Fernando Trueba – Belle époque
- Hongkong: Chen Kaige – Żegnaj, moja konkubino
- Wielka Brytania: Paul Turner – Hedd Wyn
- Tajwan: Ang Lee – Przyjęcie weselne
- Wietnam: Trần Anh Hùng – Zapach zielonej papai

### Najlepsza charakteryzacja
- Greg Cannom, Ve Neill, Yolanda Toussieng – Pani Doubtfire
- Carl Fullerton, Alan D'Angerio – Filadelfia
- Christina Smith, Matthew W. Mungle, Judith A. Cory – Lista Schindlera

### Najlepsza muzyka
- John Williams – Lista Schindlera
- Elmer Bernstein – Wiek niewinności
- Dave Grusin – Firma
- James Newton Howard – Ścigany
- Richard Robbins – Okruchy dnia

### Najlepsza piosenka
- „Streets Of Philadelphia” – Filadelfia – Bruce Springsteen
- „The Day I Fall in Love” – Beethoven 2 – Carole Bayer Sager, James Ingram, Clif Magness
- „Philadelphia” – Filadelfia – Neil Young
- „Again” – Poetic Justice – Film o miłości – Janet Jackson, James Harris III, Terry Lewis
- „A Wink and a Smile” – Bezsenność w Seattle – muzyka:Marc Shaiman; słowa: Ramsey McLean

### Najlepszy dźwięk
- Gary Summers, Gary Rydstrom, Shawn Murphy, Ron Judkins – Park Jurajski
- Michael Minkler, Bob Beemer, Tim Cooney – Na krawędzi
- Donald O. Mitchell, Michael Herbick, Frank A. Montańo, Scott D. Smith – Ścigany
- Chris Carpenter, Doug Hemphill, Bill W. Benton, Lee Orloff – Geronimo: amerykańska legenda
- Andy Nelson, Steve Pederson, Scott Millan, Ron Judkins – Lista Schindlera

### Najlepszy montaż dźwięku
- Gary Rydstrom, Richard Hymns – Park Jurajski
- Wylie Stateman, Gregg Baxter – Na krawędzi
- John Leveque, Bruce Stambler – Ścigany

### Najlepsze efekty specjalne
- Dennis Muren, Stan Winston, Phil Tippett, Michael Lantieri – Park Jurajski
- Neil Krepela, John Richardson, John Bruno, Pamela Easley – Na krawędzi
- Pete Kozachik, Eric Leighton, Ariel Velasco-Shaw, Gordon Baker – Miasteczko Halloween

### Krótkometrażowy film animowany
- Nick Park – Wallace & Gromit: Wściekłe Gacie

### Krótkometrażowy film aktorski
- Pepe Danquart – Schwarzfahrer

### Najlepszy scenariusz oryginalny
- Jane Campion – Fortepian
- Gary Ross – Dave
- Jeff Maguire – Na linii ognia
- Ron Nyswaner – Filadelfia
- Nora Ephron, David S. Ward, Jeff Arch – Bezsenność w Seattle

### Najlepszy scenariusz adaptowany
- Steven Zaillian – Lista Schindlera
- Jay Cocks, Martin Scorsese – Wiek niewinności
- Terry George, Jim Sheridan – W imię ojca
- Ruth Prawer Jhabvala – Okruchy dnia

### Oscar Honorowy
- Deborah Kerr – za całokształt twórczości